# Luca Vecchi
Luca Vecchi (Reggio Emilia, 21 settembre 1972) è un politico italiano, sindaco di Reggio Emilia dal 2014 al 2024.

## Biografia
Laureato in economia aziendale presso l'Ateneo di Modena e Reggio Emilia, è dottore commercialista e revisore legale dei conti, titolare di un proprio studio. 
Originario di Masone, frazione alle porte di Reggio, inizia la sua carriera politica nel 2004, tra le file dei Democratici di Sinistra, per poi essere rieletto nel 2009 nella lista PD con Graziano Delrio; dal 2007 al 2014 è stato capogruppo per il Partito Democratico in Consiglio Comunale di Reggio Emilia.

### Sindaco di Reggio Emilia
Alle elezioni amministrative del 2014 si candida a sindaco di Reggio Emilia, sostenuto da sette liste di centro-sinistra, venendo eletto al primo turno sindaco, raccogliendo 46.674 voti, pari al 56.4%, nelle elezioni del 25 maggio. Cinque anni dopo, nel 2019, si ricandida sostenuto da PD, +Europa, Verdi e tre liste civiche vincendo al ballottaggio con il 63.31% battendo il candidato della Lega Nord, Roberto Salati.

#### Primo mandato
Nel corso del suo primo mandato ha celebrato la prima unione civile d'Italia, in Sala del Tricolore, unendo gli scrittori Piergiorgio Paterlini e Marco Sotgiu con le norme fissate dalla legge Cirinna'. Nel 2015 aveva trascritto due matrimoni gay contratti all'estero da altrettante coppie reggiane. Il 7 gennaio 2017 ha presieduto i festeggiamenti del 220º anniversario della nascita del Primo Tricolore (nato a Reggio Emilia il 7 gennaio 1797 proprio in Sala del Tricolore, sede del Municipio reggiano e luogo in cui si tiene il Consiglio comunale) alla presenza del Presidente della Repubblica Sergio Mattarella.

#### Secondo mandato
Vincendo il ballottaggio contro il candidato della Lega Nord Roberto Salati, Luca Vecchi è stato riconfermato sindaco di Reggio Emilia. Il ballottaggio si è svolto domenica 9 giugno del 2019, con il risultato di 63% di voti a favore del candidato del centro sinistra. La giunta del secondo mandato è stata annunciata il 4 luglio 2019. Gli assessori, 5 donne e 4 uomini, sono: Raffaella Curioni, Carlotta Bonvicini, Mariafrancesca Sidoli, Valeria Montanari, Annalisa Rabitti, Alex Pratissoli, Lanfranco De Franco, Nicola Tria e Daniele Marchi. L'assessora Valeria Montanari ha rinunciato all'incarico l'11 maggio 2020 e le sue deleghe sono state ridistribuite.

## Controversie
Nel 2016 finisce al centro delle polemiche poiché la moglie Maria Sergio, ex dirigente comunale all'urbanistica a tempo determinato sotto l'allora sindaco e Ministro Graziano Delrio (2004-2014), ha acquistato al grezzo una casa dal crotonese Francesco Macrì, arrestato durante l'indagine sulla 'ndrangheta Aemilia, poi condannato. La moglie, ora dirigente dell'ufficio urbanistica di Modena, è nativa di Cutro in Calabria e si è scoperto essere lontana parente del vecchio boss di quella città Salvatore Francesco Sergio (fratello di suo nonno nonché nonno di un imputato nel processo Aemilia). Inoltre secondo il pentito Antonio Valerio (condannato con attenuante) la donna avrebbe fatto dei favori a imprenditori di origine cutrese quando era all'urbanistica a Reggio facendo cenno ad alcune operazioni immobiliari nell'area di Pieve Modolena. A settembre 2017 i parlamentari Maria Edera Spadoni, Giulia Sarti, Michele Dell'Orco e Vittorio Ferraresi tornavano a chiedere le dimissioni di Maria Sergio che però il sindaco di Modena Gian Carlo Muzzarelli respingeva come:"illogiche e infamanti". Nel febbraio 2019, Maria Sergio per quando ha lavorato a Reggio Emilia nel 2013 è stata indagata di falso ideologico e abuso d'ufficio con altri 17 dirigenti. Dall'inchiesta terminata nell'ottobre 2020, Maria Sergio usciva insieme ad altri 12 indagati, ma rimanevano in 5 rinviati a giudizio.
A marzo 2021 Luca Vecchi risulta indagato nell’inchiesta "bandi pilotati" sulle gare d'appalto in comune.. L'indagine è successivamente archiviata per mancanza di prove a settembre 2022.